# Jasionna (województwo lubuskie)
Jasionna (niem. Jessen) – wieś w Polsce położona w województwie lubuskim, w powiecie żarskim, w gminie Jasień.
W latach 1975–1998 miejscowość administracyjnie należała do województwa zielonogórskiego.

## Historia
Wieś rycerska Jasionna po raz pierwszy pojawiają się w dokumentach datowanych na rok 1538 i figuruje w nich jako własność rodu von Kalckreuth. Jednakże, od 1638 roku miejscowość stała się własnością rodziny von Gölnotz, którzy w 1653 roku zdecydowali się sprzedać ją Bibersteinom. Pałac w Jasionnej został wzniesiony w 1775 roku przez Baltazara von Zeschau, prawdopodobnie na miejscu wcześniejszej siedziby właścicieli. W opracowaniu dotyczącym zabytków ziemi żarskiej i Zasieków z 1939 roku, autorstwa Kubach i Seegera, wspomina się o chorągiewce z datą "1681", która została zdjęta z istniejącego wcześniej tzw. nowego dworu, którego budowa miała miejsce w latach 1681-1684. Natomiast na płycie balkonu rezydencji można było odnotować datę "1754". W 1767 wybudowany został folwark. W 1890 roku Hermann Güttler wybudował we wsi fabrykę prochu. Fabryka w 1913 roku została przeniesiona na Dolny Śląsk do kolonii Hermannswalde (pol. Kolonia Żeromskiego) wraz z pracownikami, a czasem nawet rodzinami pracowników, które mieszkały w Złotym Stoku.

## Zabytki
Do wojewódzkiego rejestru zabytków wpisane są:
- pałac, z XVIII wieku
- dom w zagrodzie nr 5, drewniany z połowy XVIII wieku, XIX wieku.